# Leucodon curtipendulus
Leucodon curtipendulus là một loài Rêu trong họ Leucodontaceae. Loài này được (Timm ex Hedw.) T. Jensen mô tả khoa học đầu tiên năm 1856.